# Stadtgraben (Nürnberg)

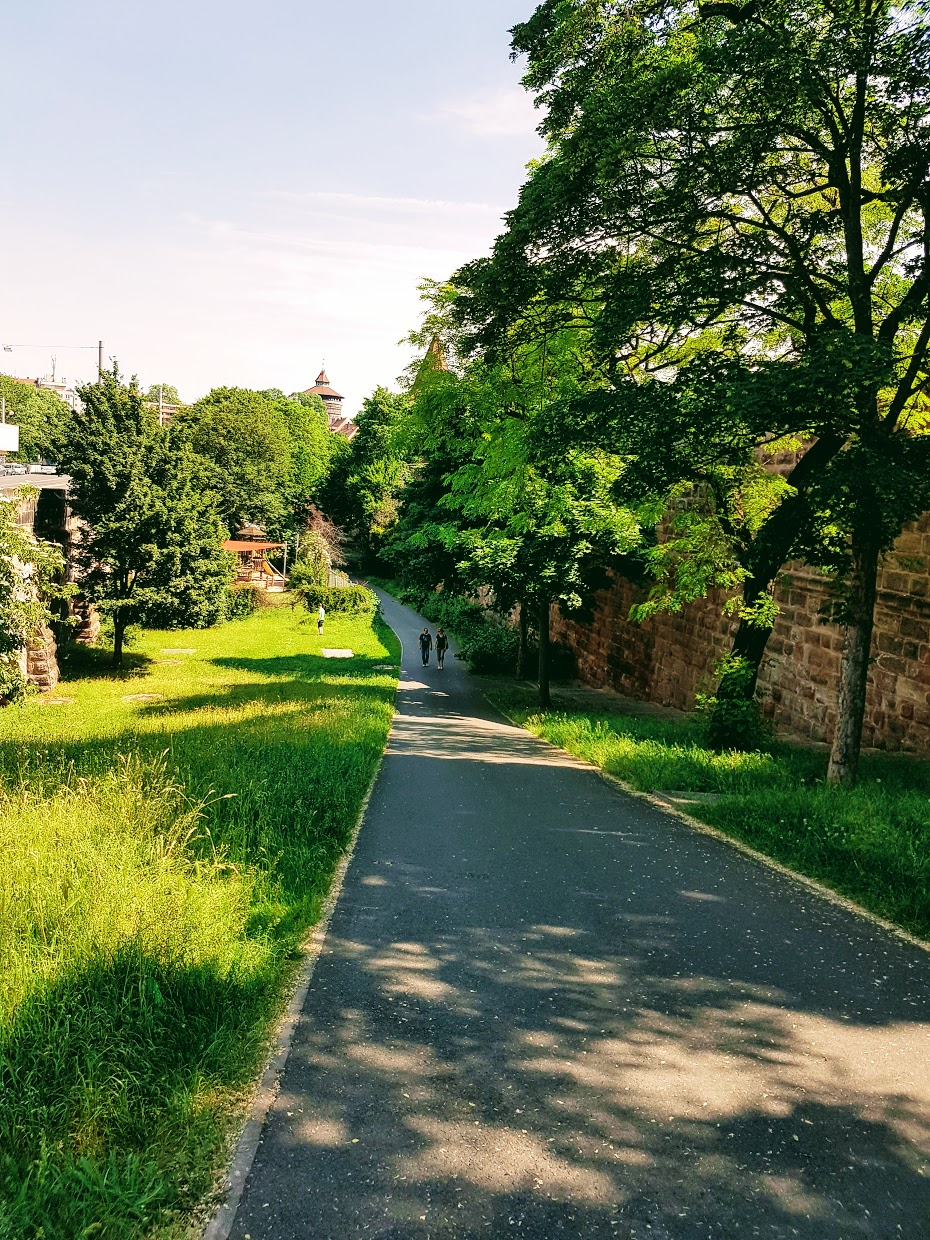
Stadtgraben (2017)

Der Stadtgraben vor der Nürnberger Stadtmauer ist ein prägendes Bauwerk der Stadt Nürnberg.
Entlang der fünf Kilometer langen Stadtmauer ist an vielen Stellen der Stadtgraben erhalten geblieben. Die außen am Graben verlaufenden Straßen sind nach den entsprechenden Stadtgraben-Abschnitten benannt. Der direkt unterhalb der Burg liegende Teil des Grabens wird häufig auch Burggraben genannt.
An manchen Stellen ist kaum ein Graben zu erkennen – zumeist zum Straßen- oder Gebäudebau wurde er dort zugeschüttet.
Vom Graben der vorletzten Stadtmauer sind nur wenige Reste erhalten.

## Der Graben der vorletzten Mauer

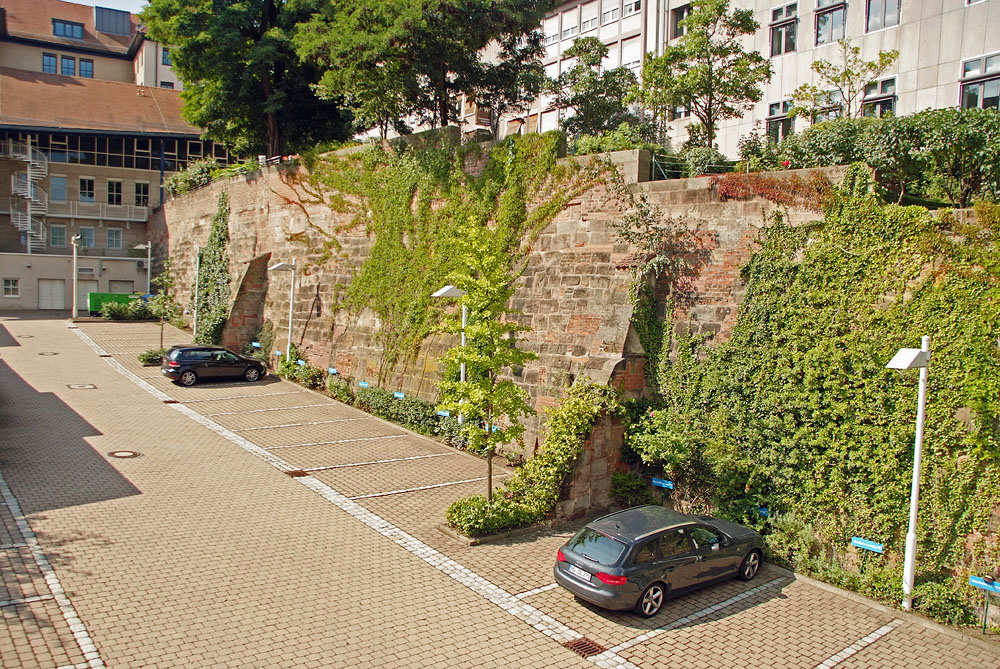
Vorletzter Stadtgraben an der Peter-Vischer-Str, 2010

Im 13. Jahrhundert waren die beiden Stadtteile St. Lorenz und St. Sebald je von einer eigenen Mauer umgeben. Sie wurden später verbunden und bildeten die erste vollständige Stadtmauer, die gleichzeitig die vorletzte war und nach außen ebenfalls einen Graben hatte.
Reste des vorletzten Stadtgrabens sind an der Grübelstraße (Herrenschießgraben), Peter-Vischer-Straße (Teufels-, Katharinen- und Tiergraben) und Mühlgasse (Klettengraben) erhalten geblieben. Manche werden heute teilweise als Parkplätze genutzt.

## Der Graben der letzten Mauer
Die letzte Stadtumwallung wurde 1400 abgeschlossen. Sie war gegliedert in die eigentliche Stadtmauer, den davor gelegenen, ebenerdigen und 15 Meter breiten Zwinger, die aus dem Graben aufragende Zwingermauer und den Trockengraben. Der um 1430 im Hinblick auf die Hussitenkriege ausgehobene Graben war durchschnittlich 12 Meter tief und bis zu 20 Meter breit, aber nie mit Wasser gefüllt. 1452 war der Bau des Grabens abgeschlossen. Der Kosten- und Arbeitsaufwand für die Errichtung war immens: Im Jahr 1430 sollen zeitweise etwa 800 Mann am Ausbau von Mauer und Graben gearbeitet haben, allein die Arbeit an der Stützgrabenmauer nahm 26 Jahre in Anspruch. Bei einer etwa einstündigen Umrundung des Mauerrings bekommt man noch heute eine gute Vorstellung, welche Massen an Erdreich ausgehoben und wie viele Sandsteine aus den fränkischen Steinbrüchen herangeschafft werden mussten.
Ab 1496 wurde der Fischbach über den Großen Dutzendteich nach Nürnberg geleitet und unterquerte beim heutigen Sterntor den Graben. Das später dort errichtete „Blausternwerk“ (ein Wasser- und Pumpwerk) wurde von 1582 bis 1867 durch den Fischbach angetrieben.
Nach dem Zweiten Weltkrieg mussten im Zuge des Wiederaufbaus an einigen Stellen Mauerring und Graben weichen – Beispiele sind der Wiederaufbau des Gewerbemuseums und der Norishalle im östlichen Bereich.
In den 1960er Jahren wurden im Süden Teile des Frauentorgrabens zugeschüttet. Beim Bau der U-Bahn-Linie U2 wurde dieser Grabenabschnitt 1987 wieder freigelegt. Planungen für eine weitgehende Umgestaltung des Bereiches der Königstor-/Marientormauer (Köma-Projekt) in den Jahren 1967/68 wurden nicht umgesetzt.

## Der Graben der letzten Mauer heute

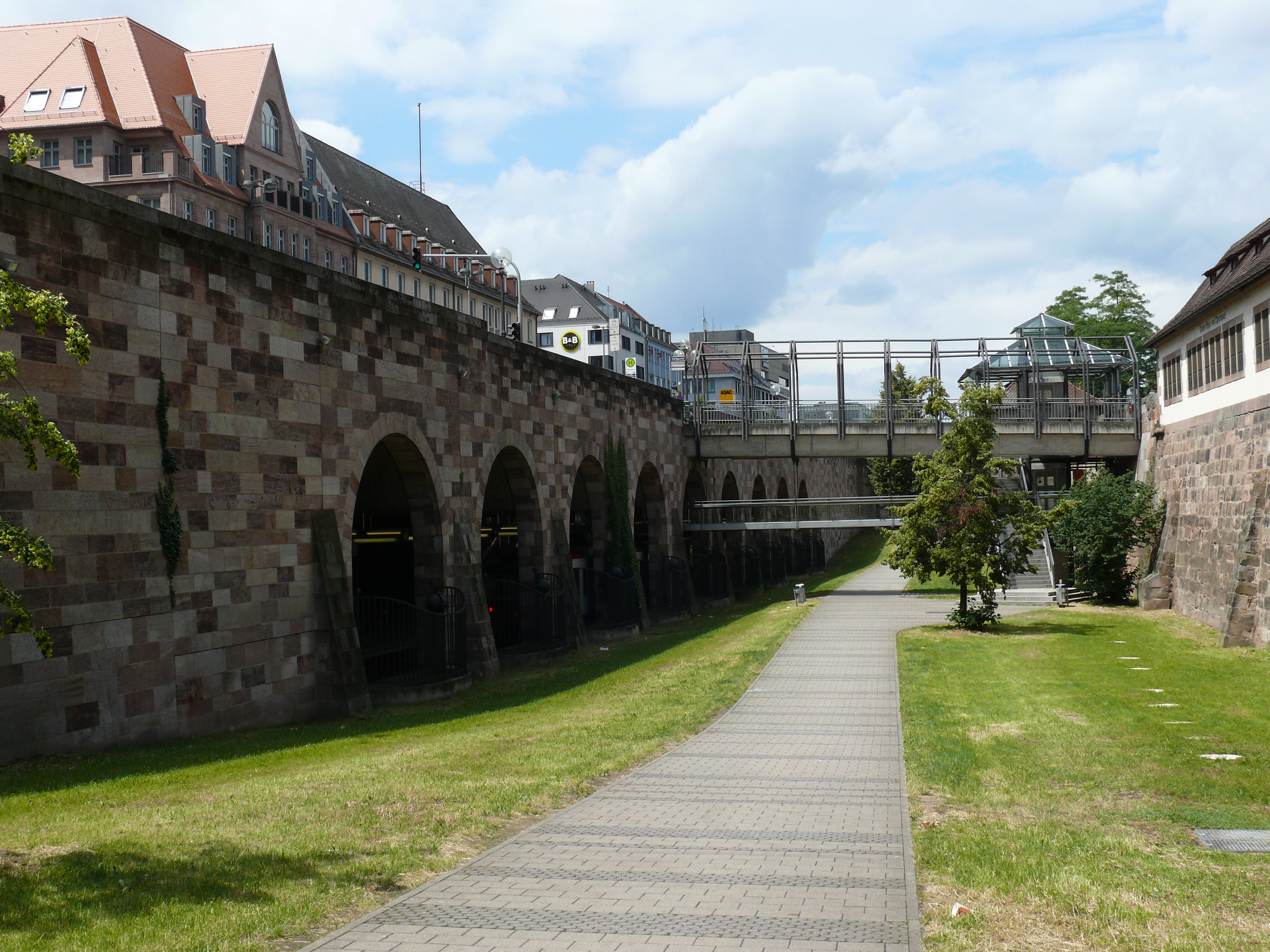
Stadtgraben am Opernhaus, Blick nach Westen, 2016

Die verschiedenen Abschnitte sind häufig wie kleine, längliche Parks angelegt, in denen ein Fuß- und Radweg entlangführt. Manche werden auch in besonderer Weise genutzt: So wurden im Norden im Maxtorgraben Schulsportplätze und im Westen im Westtorgraben Skater-Anlagen angelegt.
Manche Teile des Stadtgrabens werden für Veranstaltungen genutzt – insbesondere der Vestnertorgraben wird häufig bespielt. Hier fanden Ende der 1980er Jahre im Rahmen von Rock im Graben oder des Bardentreffens Konzerte statt. Seit 2021 findet hier das Fränkische Bierfest und 2005 bis 2022 fand das Burggraben-Festival, ein Mittelaltermarkt, statt.
2023 fand erstmals im östlichen Frauentorgraben das Mauerblümchen-Festival statt.
Seit einigen Jahren werden Abschnitte des Stadtgrabens restauriert: bis Oktober 2021 am Spittlertorgraben und Juni 2022 bis Juni 2023 der Neutorgraben. 2023 und 2024 soll es entlang des Vestnertorgrabens weitergehen, 2025 bis 2026 am Maxtorgraben.
Nürnberg hat sich für die Landesgartenschau 2030 mit einem Projekt im und am Stadtgraben beworben und den Zuschlag erhalten – damit soll die Einbindung des Grabens ins aktuelle Stadtleben verbessert werden.

## Benennung der Stadtgraben-Abschnitte
Die Abschnitte des Stadtgrabens tragen – analog zur Stadtmauer – unterschiedliche Namen, die auch für die innenliegende (kleine) Straße, die Stadtmauer und die außen liegende (große) Ringstraße gelten.
Beginnend bei der Burg tragen die Stadtgraben-Abschnitte folgenden Namen:
Im Norden:
- Vestnertorgraben – vom westlichen Ende der Burg bis zum Weberplatz, umfasst also auch den „Burggraben“
- Maxtorgraben – Weberplatz bis zum Laufer Torturm

Im Osten:
- Laufertorgraben – Laufer Torturm bis zur Pegnitz, ein Graben ist kaum zu erkennen
- Marientorgraben – Pegnitz bis zur Lorenzer Straße
- Königstorgraben – Lorenzer Straße bis zum Hauptbahnhof

Im Süden:
- Frauentorgraben – vom Hauptbahnhof bis zum Plärrer; im westlichen Bereich (ab Färbertor) wird der Graben immer schmaler

Im Westen:
- Spittlertorgraben – Plärrer bis zur Mohrengasse
- Westtorgraben – Mohrengasse bis zur Pegnitz
- Neutorgraben – Pegnitz bis zur Burg